# Ein starkes Team: Bankraub
Bankraub ist ein deutscher Fernsehfilm von Konrad Sabrautzky aus dem Jahr 2000. Es handelt sich um die 15. Folge der Krimiserie Ein starkes Team mit Maja Maranow und Florian Martens in den Hauptrollen.

## Handlung
Drei Bankräuber machen mit ihren Überfällen Berlin unsicher. Kriminalhauptkommissarin Verena Berthold und ihr Kollege Otto Garber kommen dem Trio allmählich auf die Schliche. Auffallend war, dass sie bei jedem Raub andere Maskierungen gewählt hatten, die stets an Kinofilme erinnerten, in denen ein Bankraub verübt wurde. Die Recherche in einer Videothek bringt eine Spur zum ersten Täter, sodass auch die anderen beiden relativ schnell gefunden werden. Gerade als sie einen neuen Coup vorbereiten, können sie auf frischer Tat ertappt werden.
Otto hat sich während der Ermittlung um das achtjährige Mädchen Paula zu kümmern, das möglicherweise seine Tochter ist. Eine ehemalige Urlaubsbekanntschaft hat ihm das Kind für einige Tage anvertraut. Wie er bemerkt, könnte aber auch Sputnik der Vater sein. Erst Paulas Mutter klärt später beide auf, dass keiner von ihnen der Vater ist.
Obwohl sich die Bankräuber in Polizeigewahrsam befinden, ereignet sich plötzlich erneut ein Überfall. Gerade als Otto mit der kleinen Paula in der Bank Geld abheben will, stürmen zwei maskierte Bankräuber in den Kundenraum. Verena, die im Auto auf die beiden wartet, bemerkt dies und will eingreifen, indem sie den dritten Räuber im Fluchtfahrzeug festnimmt. Inzwischen treffen auch die alarmierten Polizeikollegen ein und umstellen die Bank. Damit ist den Bankräubern der Fluchtweg versperrt und sie werden zunehmend nervöser. Die Situation droht zu eskalieren, als ein Kunde mutig eingreifen will und dabei angeschossen wird.
Bei den Trittbrettfahrern handelt es sich um Wilhelm Meissner und seine Frau Doris. Da Wilhelms Bruder als Kassierer in der Bank arbeitet, die vor kurzem erst überfallen wurde, sind sie auf die Idee gekommen, sich so das nötige Geld für eine lebensrettende Operation ihres herzkranken Kindes zu beschaffen. Verena erfährt diese Zusammenhänge von Karin Meissner, die den Fluchtwagen fahren sollte und nun verhaftet wurde.
In der Bank spitzt sich die Lage zu, die für die Bankräuber immer auswegloser wird. Verena begibt sich als Ärztin getarnt in die Bank und versucht helfend einzugreifen. Es gelingt ihr mit Hilfe von Wilhelm Meissner, Doris zu überzeugen, aufzugeben. Da aber sein Bruder auf die Durchsetzung ihres Planes auch mit Gewalt besteht, erschießt Wilhelm seinen Bruder Rolf, der gerade gezeigt hat, das ihm das Geld wichtiger als das Leben seines Neffen war, und lässt sich anschließend von Otto festnehmen.

## Hintergrund
Bankraub wurde in Berlin gedreht und am 27. Mai 2000 um 20:15 Uhr im ZDF erstausgestrahlt.
Sputnik, dessen Rolle als Geschäftsmann in der Serie als ein Running Gag angelegt ist, hat in dieser Folge seine Gaststätte in ein Nachtlokal verwandelt.

## Drehorte (Auswahl)
- Der Ort des Überfalls, im Film die "Brandenburger Kreditbank", war in der Blumenstraße 49
- Otto wohnt in dieser Folge in der Saarbrücker Straße 10, damals ein verfallender Altbau
- Doris hat mit ihrem Schwager Rolf ein erotisches Stelldichein am Ufer des Hubertussee (Berlin-Grunewald)
- Die Videothek war in der Winsstraße 48
- Wilhelm, Karin und Doris steigen in der Mühlenstraße 78 in den Fluchtwagen; das Grundstück nahe der Oberbaumbrücke war damals noch eine Baulücke

## Kritik
Die Kritiker der Fernsehzeitschrift TV Spielfilm meinen: „Zufälle, Ungereimtheiten, unglaubwürdige Charaktere: Das starke Team ist schwer am schwächeln.“ Fazit: „So verspielt die Krimireihe ihren Kredit.“